# 200000 карбованців
200000 українських карбованців (купонів, купонокарбованців) — номінал грошових купюр України, що ходив на території країни в 1994–1996 роках.

## Опис
Банкноти номіналом 200000 карбованців були виготовлені на Банкнотно-монетному дворі Національного банку України в 1994 році.
Банкноти друкувалися на білому папері. Розмір банкнот становить: довжина 125 мм, ширина — 56 мм. Водяний знак — зображення малого державного герба України.
На аверсному боці банкноти з правого краю розміщено скульптурне зображення князя Володимира Великого з хрестом, зробленого за мотивами пам'ятника князю в Києві. В центральній частині купюри містяться написи (зверху вниз): Україна, Купон, 200000, українських карбованців. В лівій частині банкноти міститься напис Національний банк України, рік випуску 1994 та зображення малого державного герба України — тризуба.
На реверсному боці банкноти розміщено гравюрне зображення Національного театру опери України імені Тараса Шевченка. Крім того зворотний бік купюри містить позначення номіналу — 200000. Переважаючий колір обох сторони — лілово-коричневий та блакитний.
Банкноти введено в обіг 1 вересня 1994 року, вилучено — 16 вересня 1996 року.

## Пам'ятні та ювілейні монети
В період 1995–1996 років Національним банком України було випущено 12 серій монет номіналом 200000 карбованців з мельхіору. Всі монети мають ідентичні параметри: вага 14,35 г, діаметр 33 мм, якість карбування — пруф-лайк, гурт рифлений. Виняток становить лише монета 50 років Організації Об'єднаних Націй, яка має вагу 28,28 г при діаметрі 38,6 мм, якість друку — анциркулейтед, гурт рифлений.
| Назва                                    | Тираж  | Дата випуску   | Аверс | Реверс |
| ---------------------------------------- | ------ | -------------- | ----- | ------ |
| 10 років Чорнобильської катастрофи       | 250000 | 25 квітня 1996 |       |        |
| 50 років Організації Об'єднаних Націй    | 100000 | 7 березня 1996 |       |        |
| 50 років перемоги                        | 250000 | 7 травня 1995  |       |        |
| 100 років Олімпійських ігор сучасності   | 100000 | 10 липня 1996  |       |        |
| Богдан Хмельницький                      | 250000 | 19 липня 1995  |       |        |
| Леся Українка                            | 100000 | 1 березня 1996 |       |        |
| Михайло Грушевський                      | 75000  | 9 серпня 1996  |       |        |
| Місто-герой Керч                         | 50000  | 23 серпня 1995 |       |        |
| Місто-герой Київ                         | 100000 | 23 серпня 1995 |       |        |
| Місто-герой Одеса                        | 75000  | 23 серпня 1995 |       |        |
| Місто-герой Севастополь                  | 75000  | 23 серпня 1995 |       |        |
| Перша участь у літніх Олімпійських іграх | 100000 | 10 липня 1996  |       |        |